# 八尋站
八尋站（日语：／ Yahiro eki */?）是位於福岡縣鞍手郡鞍手町大字八尋，日本國有鐵道（國鐵）室木線的鐵路車站（廢站）。

## 歷史
- 1908年（明治41年）7月1日：國鐵遠賀川站至室木站之間（後來定名為室木線）開業，此站啟用[1]。當時為一般車站[1]。
- 1974年（昭和49年）3月5日：結束貨運和行李起卸業務[2]。成為無人車站[3]。
- 1985年（昭和60年）4月1日：隨著室木線全線被廢除，此站也被廢除[1]。

## 車站構造
此站為無人車站，設有1面1線的單式月台。

## 車站周邊
- 福岡縣道55號宮田遠賀線（日语：福岡県道55号宮田遠賀線）
- 西川（遠賀川支流）
- 鞍手町立西川小學

## 相鄰車站
日本國有鐵道（國鐵）
室木線
鞍手－八尋－室木

## 注腳
1. 1 2 3 4 5  石野哲 (编).  初版. JTB. 1998-10-01: 694. ISBN 978-4-533-02980-6 （日语）.
2. ↑  . 官報. 1974-03-05 （日语）.
3. ↑  . 鐵道公報 (日本國有鐵道總裁室文書課). 1974-03-05: 4 （日语）.

## 相關項目
- 日本鐵路車站列表 Ya